# Логан, Лара
Ла́ра Ло́ган-Ба́ркетт (англ. Lara Logan-Burkett; род. 29 марта 1971, Дурбан, Южная Африка) — журналистка и телеведущая, военный корреспондент. Лауреат нескольких престижных премий за достижения в области телевидения и радио.

## Ранний период жизни
Лара родилась 29 марта 1971 года в южноафриканском городе Дурбан. Её отец Дерек — бизнесмен, мать Иоланда (Йола) — домохозяйка, есть сестра Лиза и брат Грег.
В родном городе Лара училась сначала в средней школе Durban Girls' College, а затем в Натальском университете, который окончила в 1992 году.
Она получила также диплом ассоциации Альянс Франсез в Париже, где изучала французский язык, культуру и историю.

## Карьера
Журналистскую карьеру Лара начала в Дурбане до завершения высшего образования как репортёр общих новостей в газетах Sunday Tribune (1988—1989) и Daily News (1990—1992). Затем в качестве старшего продюсера работала на телевидении агентства новостей Reuters (1992—1996).
В период (1996—1999) Логан была корреспондентом ITN и Fox/SKY, а также редактором заданий для американских компаний CBS News и ABC News.
В 2002 году она стала штатным корреспондентом программы «60 минут», уже имея за плечами 14-летний опыт работы в журналистике. Как военкор она приобрела известность репортажами о войне в Афганистане, о насилии на Ближнем Востоке, наводнениях в Мозамбике, вторжениях в Зимбабве, землетрясении в Индии.

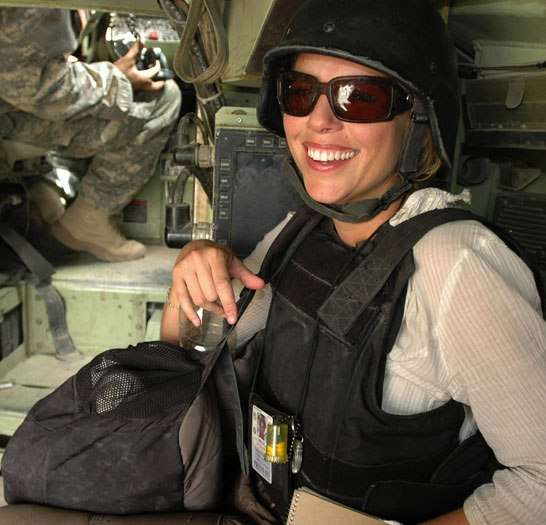
Лара Логан в июне—2008

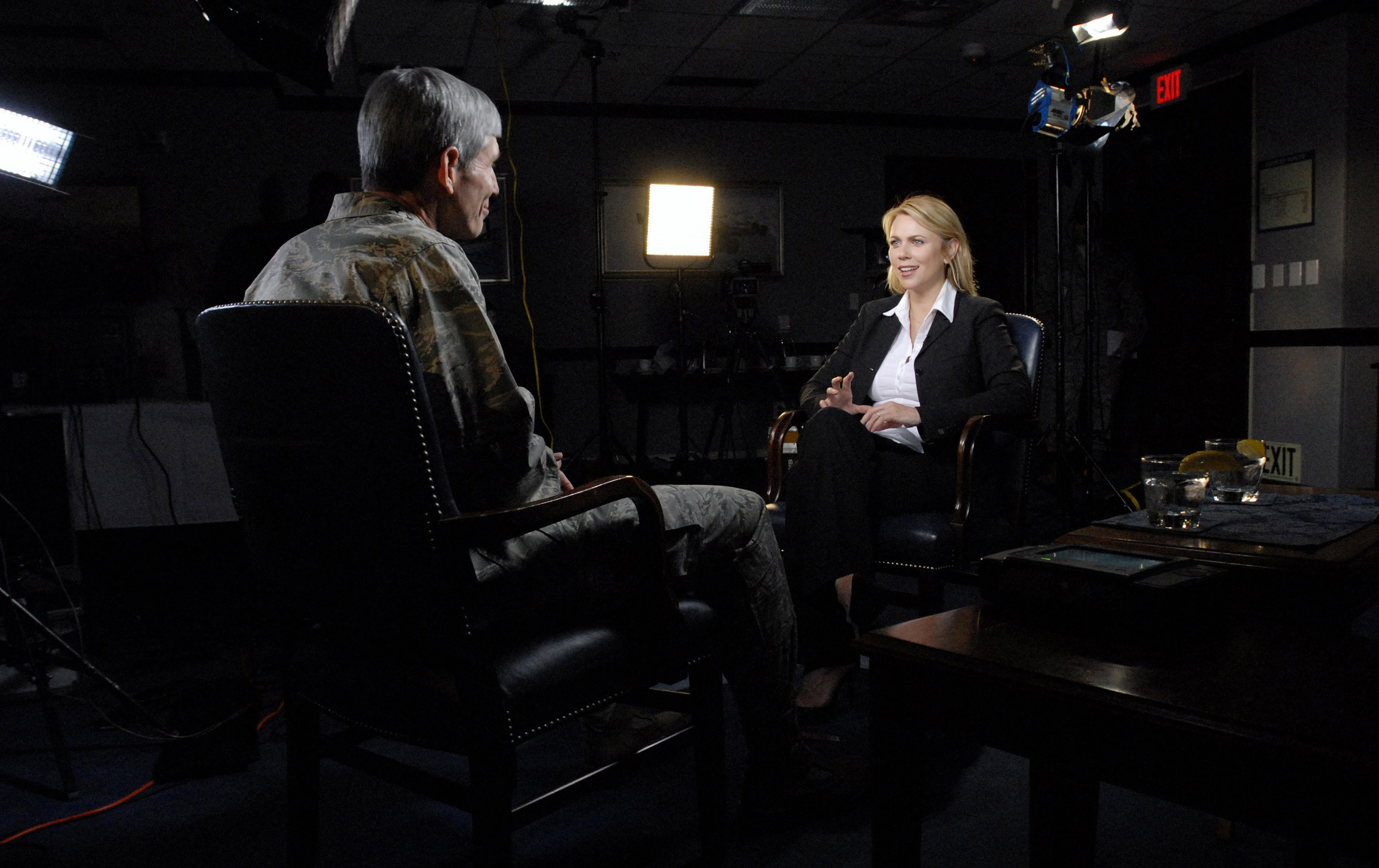
Интервью с генералом Шварц, Нортон Аллан, апрель 2009 года

Многие её военные корреспонденции отмечены различными наградами. Среди них — освещение израильско-палестинского конфликта (2000); репортажи из Афганистана: фронтовые новости (2002) и покушение на Хамида Карзая (2003); репортажи из Ирака: «Рамади: На линии фронта» (2006), «Битва за улицу Хайфа» (2007) и сюжет об иракских сиротах (2008).
11 февраля 2011 года в Каире Лара Логан, работавшая военным корреспондентом, подверглась сексуальному насилию и была избита толпой на площади Тахрир во время подготовки репортажа о праздновании отставки бывшего президента Египта Хосни Мубарака.
Только в мае 2011 года Лара нарушила молчание и рассказала об этом инциденте в программе «60 минут», чтобы привлечь внимание к бедственному положению женщин, освещающих военные действия. Она вошла в состав Комитета по защите журналистов (англ. Committee to Protect Journalists).
8 ноября 2013 года Логан в программе CBS This Morning извинилась за ошибочную информацию, которую она допустила в программе «60 минут» (27 октября), когда поставила под сомнение реакцию администрации Обамы в связи с нападением на американский дипломатический комплекс в Бенгази (сентябрь 2012 года). Это привело к уменьшению роли Логан в новостном журнале, а её контракт с Си-би-эс не был продлён в сентябре 2018 года.
Но уже в 2020 году на канале Fox News она стала ведущей собственного сериала «У Лары Логан нет повестки дня» на потоковом мультимедиа Fox Nation. Первый эпизод нового цикла посвящён иммиграционному контролю вдоль реки Рио-Гранде и тем опасностям, с которыми сталкиваются мигранты без документов.
Несмотря на лозунг серии «Без повестки дня» — Логан планирует вернуться к теме предвзятости СМИ и приглашать к её обсуждению представителей других новостных агентств.
В ноябре и декабре 2021 года Логан продвигала теории заговора относительно СПИД и COVID-19. Она поделилась статьями, оспаривающими научный консенсус в отношении того, что ВИЧ вызывает СПИД. Также, при обсуждении омикрон-штамма SARS-CoV-2 она сравнила директора Национального института изучения аллергических и инфекционных заболеваний США Энтони Фаучи с нацистом Йозефом Менгеле, который проводил эксперименты над людьми.
Как пишет издание Newsweek, в марте 2022 года, после вторжения России на Украину, российские СМИ хвалили телеведущую Лару Логан за то, что она изображает украинцев нацистами и ругает Шварценеггера за его обращение к россиянам. Логан поддержала утверждение Путина о его "денацификации" Украины. Программы Fox News, где Логан была ведущей, неоднократно защищали президента Путина и продвигали прокремлёвские тезисы. Ссылаясь на Логан, Кремль пытается оправдать свое вторжение в Украину. Логан появлялась и в других правых СМИ и высказывала прокремлёвские тезисы, в том числе с нападками на президента Украины Владимира Зеленского.

## Награды
Лару Логан как военного корреспондента награждали различными премиями за профессиональные заслуги в области журналистики и репортажи с передовых позиций.
- Пятикратно премия «Грейси» в номинации «Американские женщины на радио и телевидении» (2000, 2002, 2003, 2004, 2008 годы)[1][14].
- The David Kaplan Award, Overseas Press Club[англ.], (2006)[15].
- Новостная и документальная премия «Эмми» (2007)[16].
- David Bloom Award, Radio and Television Correspondents' Association[англ.], (2007)[17].
- John Aubuchon Press Freedom Award, Национальный пресс-клуб[англ.], (2011)[18].
- Daniel Pearl Award[англ.] (2011)[19].

## Личная жизнь
В 1998—2008 года Лара была замужем за баскетболистом Джейсоном Симоном.
С ноября 2008 года Лара замужем за оборонным подрядчиком США Джозефом Баркеттом-четвёртым. В этом браке Логан родила двоих детей — сына Джозефа Вашингтона Баркетта-пятого (род.29.12.2008) и дочь Лолу Энн Баркетт (род.04.03.2010).
По собственному признанию, Лара предпочитает жить с семьёй в небольшом техасском городке ближе к природе, не желая переезжать в Нью-Йорк или Лос-Анджелес.